# Never ever (東京女子流の曲)
「Never ever」（ネヴァー・エヴァー）は、東京女子流の19枚目のシングル。2015年6月24日にavex traxから発売された。

## 概要
本作のプロデュースとディレクションは与田春生が率いるユニバーソウルが行っている。ダンスの振付はHIGE、ミュージック・ビデオの監督は新宮良平が務めている。
Type-A（CDと「Never ever」のPVメイキングが収録されたDVDのセット、AVCD-83321/B）、Type-B（CDとフォトブックのセット、AVCD-83322）、Type-C（『FAIRY TAIL』仕様パッケージ・CDのみ、AVCD-83323）、Type-D（CDのみ、AVCD-83324）の4形態がある。
CDに先駆けて2015年6月12日に7インチシングル「Never ever REMIX」が発売されている。

## 収録内容
1. Never ever (TJO & YUSUKE from BLU-SWING Remix) (=TGS50)
作詞：坂田麻美、作曲：Hiroki Sagawa、編曲：TJO & YUSUKE
2. Never ever (Original mix)　編曲：松井寛
3. Never ever (Royal Mirrorball vs MODEWARP Main mix)
4. Never ever (Royal Mirrorball vs MODEWARP Dub mix)
Type-Dのみ収録。
5. Never ever (TJO & YUSUKE from BLU-SWING Remix) -Instrumental-
Type-Dのみ収録。
6. Never ever (Original mix) -Instrumental-
Type-Dのみ収録。

## タイアップ
- テレビアニメ『FAIRY TAIL』（テレビ東京系列）エンディング・テーマ（2015年4月 - ）